# Crossocheilus
Crossocheilus is een geslacht van straalvinnige vissen uit de familie van karpers (Cyprinidae).

## Soorten
- Crossocheilus atrilimes Kottelat, 2000
- Crossocheilus burmanicus Hora, 1936
- Crossocheilus cobitis (Bleeker, 1854)
- Crossocheilus caudomaculatus (Battalgil, 1942)
- Crossocheilus diplochilus (Heckel, 1838)
- Crossocheilus elegans Kottelat & Tan, 2011
- Crossocheilus gnathopogon Weber & de Beaufort, 1916
- Crossocheilus klatti (Kosswig, 1950)
- Crossocheilus latius (Hamilton, 1822)
- Crossocheilus langei Bleeker, 1860
- Crossocheilus nigriloba Popta, 1904
- Crossocheilus oblongus Kuhl & Van Hasselt, 1823
- Crossocheilus obscurus Tan & Kottelat, 2009
- Crossocheilus periyarensis Menon & Jacob, 1996
- Crossocheilus pseudobagroides Duncker, 1904
- Crossocheilus reticulatus Fowler, 1935